# Троє (фільм, 1970)
«Троє» (рос. «Трое») — радянський художній фільм 1970 року, поставлений Кіностудії ім. М. Горького режисером Исидором Анненським. Екранізація однойменної повісті Максима Горького.

## Сюжет
Дитинство друзів — Іллі Луньова, Якова Філімонова і Павла Грачова — проходило в будинку господаря корчми. Долі героїв склалися однаково нещасливо. Яків помер від сухот. Ілля, пограбувавши купця, покінчив життя самогубством. А Павло, дозволивши коханій піти в публічний будинок, вже не міг бути щасливим…

## У ролях
- Георгій Третьяков —  Ілля Лунін
- Олександр Мартинов —  Павло Грачов
- Віктор Салін —  Яків Філімонов
- Микола Парфьонов —  Терентій
- Федір Нікітін —  Веремій
- Юрій Пузирьов —  Перфішка
- Світлана Жгун —  Олімпіада
- Лариса Гордейчик —  Віра
- Нонна Терентьєва —  Тетяна Автономова
- Андрій Абрикосов —  Строганий
- Лідія Корольова —  дружина Філімонова
- Ольга Маркіна —  власниця будинку розпусти
- Олександр Милокостий —  хлопчина-полотер
- Микола Сергєєв —  прикажчик
- Олександр Пелевін —  слідчий
- Маргарита Жарова —  гостя
- Зінаїда Сорочинська —  гостя

## Знімальна група
- Режисер — Ісидор Анненський
- Сценарист — Ісидор Анненський
- Оператор — Олександр Рибін
- Композитор — Тихон Хренніков
- Художник — Арсеній Клопотовський